# Avesta församling
Avesta församling är en församling i Tuna kontrakt i Västerås stift. Församlingen ligger i Avesta kommun i Dalarnas län och ingår i Avesta-Grytnäs pastorat.
Församlingens territorium är koncentrerad kring tätorten Avesta. 

## Administrativ historik
Avesta församling bildades 1642 som ett utbrytning ur Grytnäs församling.
Församlingen var till 1 maj 1919 annexförsamling (kapellförsamling före 9 juni 1871) i pastoratet Grytnäs och Avesta och utgjorde därefter till 2014 ett eget pastorat. Från 2014 ingår församlingen i Avesta-Grytnäs pastorat.

## Organister
Lista över organister i Avesta församling.
| Verksam   | Namn                 | Levnadstid |
| --------- | -------------------- | ---------- |
| -1666     | Hindrich Crumbein    | -1680      |
| 1666-1668 | Jacob Wein (Wain)    | -1668      |
| 1669      | Lüdert Dijkman       | 1648-1717  |
| 1670-     | Natanael Skalskij    |            |
| 1671-1672 | Olof Bosson          |            |
| 1695-1699 | Boëtius Lind         | 1668-      |
| 1699-     | Sven Scarander       | -1739      |
| 1740-     | Samuel Engren        | 1715-1765  |
| 1765-1777 | Jöns Siljander       | 1734-1777  |
| 1778-1790 | Anders Holm          | 1751-1790  |
| 1790-1798 | Anders Norström      | 1767-1798  |
| 1798-1803 | Jacob Lindström      | 1775-1815  |
| 1803-1815 | Carl Fredric Salling | 1781-      |
| 1816-1859 | Eric Carlström       | 1786-1859  |
| 1939–1964 | Ebbe Andreas König   | 1909–      |

## Kyrkor
- Avesta kyrka